# Paul Boujenah
 (juillet 2019).
Si vous disposez d'ouvrages ou d'articles de référence ou si vous connaissez des sites web de qualité traitant du thème abordé ici, merci de compléter l'article en donnant les références utiles à sa vérifiabilité et en les liant à la section « Notes et références ».
Pour les articles homonymes, voir Boujenah.
Paul Boujenah est un réalisateur et scénariste français né le 20 mai 1958 à Tunis[réf. nécessaire].

## Biographie
Paul Boujenah a fait ses études au lycée Janson-de-Sailly à Paris.

### Vie privée
Paul Boujenah est le père du réalisateur Arthur Boujenah, le frère de Michel Boujenah, l’oncle de Matthieu et Lucie Boujenah 
Épouse : Liza Fitoussi

## Filmographie

### Réalisateur
- 1981 : Fais gaffe à la gaffe!
- 1983 : Le Faucon
- 1986 : Yiddish Connection
- 1989 : Moitié-moitié
- 1994 : Le Voleur et la Menteuse

### Scénariste
- 1981 : Fais gaffe à la gaffe!
- 1983 : Le Faucon
- 1989 : Moitié-moitié
- 1994 : Le Voleur et la Menteuse